# Collegio elettorale di Brescia (Senato della Repubblica)
Il collegio di Brescia fu un collegio elettorale uninominale della Repubblica Italiana appartenente alla Circoscrizione Lombardia; fu utilizzato per eleggere un senatore della Repubblica dalla I alla XIV legislatura, sebbene con forme diverse e sistemi elettorali diversi.

## Storia
Il collegio venne creato nel 1948 secondo la legge n. 29 del 6 febbraio 1948 la quale, pur basandosi sull'impianto proporzionale in vigore per la Camera, rispetto a quest'ultima conteneva alcuni piccoli correttivi in senso maggioritario. Tale legge ebbe il suo definitivo perfezionamento col Testo Unico n. 361 del 1957. Differentemente dalla Camera, la legge elettorale del Senato si articolava su base regionale, seguendo il dettato costituzionale (art.57). Ogni Regione era suddivisa in tanti collegi uninominali quanti erano i seggi ad essa assegnati. All'interno di ciascun collegio, veniva eletto il candidato che avesse raggiunto il quorum del 65% delle preferenze: tale soglia, oggettivamente di difficilissimo conseguimento, tradiva l'impianto proporzionale su cui era concepito anche il sistema elettorale della Camera Alta. Qualora, come normalmente avveniva, nessun candidato avesse conseguito l'elezione, i voti di tutti i candidati venivano raggruppati in liste di partito a livello regionale, dove i seggi venivano allocati utilizzando il metodo D'Hondt delle maggiori medie statistiche e quindi, all'interno di ciascuna lista, venivano dichiarati eletti i candidati con le migliori percentuali di preferenza.
Nel 1993, con la cosiddetta Legge Mattarella (Legge n. 276, Norme per l'elezione del Senato della Repubblica), attuata in seguito al referendum abrogativo del 1993, venne istituito per la Camera dei deputati e per il Senato della Repubblica un sistema di elezione misto, in parte maggioritario e in parte proporzionale. Il 75% dei parlamentari dell'assemblea veniva eletto in collegi uninominali tramite sistema maggioritario a turno unico; il restante 25% al Senato veniva eletto tramite recupero proporzionale dei più votati non eletti attraverso un meccanismo di calcolo denominato "scorporo", cioè sottraendo dal conteggio dei voti totali di una lista nella parte proporzionale i voti ottenuti dai candidati collegati alla medesima lista che erano eletti nei collegi uninominali con il sistema maggioritario.
Il collegio venne abolito insieme a tutti gli altri che costituivano il Senato con la promulgazione della legge elettorale successiva, la cosiddetta Legge Calderoli. Questa prevedeva un sistema proporzionale con premio di maggioranza, che al Senato veniva attribuito a livello regionale.

## 1948-1993

### Territorio
Il collegio di Brescia era uno dei 31 collegi uninominali in cui era suddivisa la Lombardia; comprendeva i seguenti comuni: Azzano Mella, Borgosatollo, Botticino, Bovegno, Bovezzo, Brescia, Capriano del Colle, Collebeato, Collio, Concesio, Gardone Val Trompia, Lodrino, Lumezzane, Marcheno, Nave, Pezzaze, Polaveno, San Zeno Naviglio, Sarezzo, Tavernole sul Mella e Villa Carcina.

### Dati elettorali

#### I legislatura
|                                                                                | Angelo Buizza ✔️ Eletto | Democrazia Cristiana                             | 64 039  | 55,81 |  |  |  |  |  |
|                                                                                | Roberto Massari         | Fronte Democratico Popolare                      | 37 111  | 32,34 |  |  |  |  |  |
|                                                                                | Alessandro Radaeli      | Unità Socialista - Partito Repubblicano Italiano | 8 722   | 7,60  |  |  |  |  |  |
|                                                                                | Bortolo Rampinelli      | Blocco Nazionale                                 | 4 874   | 4,25  |  |  |  |  |  |
| Totale                                                                         | Totale                  | Totale                                           | 114 746 | 100   |  |  |  |  |  |
|                                                                                |                         |                                                  |         |       |  |  |  |  |  |
| Voti non validi                                                                | Voti non validi         | Voti non validi                                  | 6 007   | 4,97  |  |  |  |  |  |
| Votanti                                                                        | Votanti                 | Votanti                                          | 120 753 | 94,82 |  |  |  |  |  |
| Elettori                                                                       | Elettori                | Elettori                                         | 127 353 |       |  |  |  |  |  |
|                                                                                |                         |                                                  |         |       |  |  |  |  |  |
| Nota: quorum del 65% non raggiunto; ripartizione dei seggi a livello regionale |                         |                                                  |         |       |  |  |  |  |  |
| Data: 18 aprile 1948                                                           |                         |                                                  |         |       |  |  |  |  |  |
| Fonte: Ministero dell'interno                                                  |                         |                                                  |         |       |  |  |  |  |  |

#### II legislatura
|                                                                                | Angelo Buizza ✔️ Eletto | Democrazia Cristiana                    | 61 238  | 48,58 |  |  |  |  |  |
|                                                                                | Pietro Fusilli          | Partito Comunista Italiano              | 23 752  | 18,84 |  |  |  |  |  |
|                                                                                | Angelo Venturelli       | Partito Socialista Italiano             | 18 618  | 14,77 |  |  |  |  |  |
|                                                                                | Giulio Giobbe           | Movimento Sociale Italiano              | 7 561   | 6,00  |  |  |  |  |  |
|                                                                                | Egidio Ariosto          | Partito Socialista Democratico Italiano | 5 654   | 4,49  |  |  |  |  |  |
|                                                                                | Gherardo Cazzago        | Partito Nazionale Monarchico            | 3 988   | 3,16  |  |  |  |  |  |
|                                                                                | Bortolo Rampinelli      | Partito Liberale Italiano               | 2 873   | 2,28  |  |  |  |  |  |
|                                                                                | Antonio Bandini Buti    | Partito Repubblicano Italiano           | 1 038   | 0,82  |  |  |  |  |  |
|                                                                                | Pietro Caleffi          | Unità Popolare                          | 772     | 0,61  |  |  |  |  |  |
|                                                                                | Ottorino Passarella     | Alleanza Democratica Nazionale          | 551     | 0,44  |  |  |  |  |  |
| Totale                                                                         | Totale                  | Totale                                  | 126 045 | 100   |  |  |  |  |  |
|                                                                                |                         |                                         |         |       |  |  |  |  |  |
| Voti non validi                                                                | Voti non validi         | Voti non validi                         | 4 218   | 3,24  |  |  |  |  |  |
| Votanti                                                                        | Votanti                 | Votanti                                 | 130 263 | 95,22 |  |  |  |  |  |
| Elettori                                                                       | Elettori                | Elettori                                | 136 797 |       |  |  |  |  |  |
|                                                                                |                         |                                         |         |       |  |  |  |  |  |
| Nota: quorum del 65% non raggiunto; ripartizione dei seggi a livello regionale |                         |                                         |         |       |  |  |  |  |  |
| Data: 7 giugno 1953                                                            |                         |                                         |         |       |  |  |  |  |  |
| Fonte: Ministero dell'interno                                                  |                         |                                         |         |       |  |  |  |  |  |

#### III legislatura
|                                                                                | Angelo Buizza ✔️ Eletto                 | Democrazia Cristiana                     | 65 828  | 46,74 |  |  |  |  |  |
|                                                                                | Italo Nicoletto                         | Partito Comunista Italiano               | 25 868  | 18,37 |  |  |  |  |  |
|                                                                                | Giovanni Alberini                       | Partito Socialista Italiano              | 21 807  | 15,48 |  |  |  |  |  |
|                                                                                | Ghelfino Bargnani                       | Movimento Sociale Italiano               | 7 529   | 5,35  |  |  |  |  |  |
|                                                                                | Sante Paolo Burlini                     | Partito Socialista Democratico Italiano  | 7 278   | 5,17  |  |  |  |  |  |
|                                                                                | Lodovico Giordani                       | Partito Liberale Italiano                | 6 419   | 4,56  |  |  |  |  |  |
|                                                                                | Gherardo Cazzago                        | Partito Nazionale Monarchico             | 3 202   | 2,27  |  |  |  |  |  |
|                                                                                | Lazzaro Giacomelli                      | PRI - PR                                 | 1 315   | 0,93  |  |  |  |  |  |
|                                                                                | Giorgio Giorgi di Vistarino Bellingieri | Partito Monarchico Popolare              | 1 153   | 0,82  |  |  |  |  |  |
|                                                                                | Paolo Lanzini Donzelli                  | Movimento Autonomia Regionale Piemontese | 433     | 0,31  |  |  |  |  |  |
| Totale                                                                         | Totale                                  | Totale                                   | 140 832 | 100   |  |  |  |  |  |
|                                                                                |                                         |                                          |         |       |  |  |  |  |  |
| Voti non validi                                                                | Voti non validi                         | Voti non validi                          | 4 713   | 3,24  |  |  |  |  |  |
| Votanti                                                                        | Votanti                                 | Votanti                                  | 145 545 | 96,46 |  |  |  |  |  |
| Elettori                                                                       | Elettori                                | Elettori                                 | 150 887 |       |  |  |  |  |  |
|                                                                                |                                         |                                          |         |       |  |  |  |  |  |
| Nota: quorum del 65% non raggiunto; ripartizione dei seggi a livello regionale |                                         |                                          |         |       |  |  |  |  |  |
| Data: 25 maggio 1958                                                           |                                         |                                          |         |       |  |  |  |  |  |
| Fonte: Ministero dell'interno                                                  |                                         |                                          |         |       |  |  |  |  |  |

#### IV legislatura
|                                                                                | Lodovico Montini ✔️ Eletto | Democrazia Cristiana                             | 75 446  | 61,02 |  |  |  |  |  |
|                                                                                | Italo Nicoletto            | Partito Comunista Italiano                       | 17 233  | 13,94 |  |  |  |  |  |
|                                                                                | L. Battistini              | Partito Socialista Italiano                      | 14 290  | 11,56 |  |  |  |  |  |
|                                                                                | Fausto Samuele Quilleri    | Partito Liberale Italiano                        | 6 558   | 5,30  |  |  |  |  |  |
|                                                                                | A. Cavalli                 | Partito Socialista Democratico Italiano          | 4 510   | 3,65  |  |  |  |  |  |
|                                                                                | M. Marina                  | Movimento Sociale Italiano                       | 2 985   | 2,41  |  |  |  |  |  |
|                                                                                | Gherardo Cazzago           | Partito Democratico Italiano di Unità Monarchica | 1 558   | 1,26  |  |  |  |  |  |
|                                                                                | G. Pisati                  | Partito Repubblicano Italiano                    | 1 068   | 0,86  |  |  |  |  |  |
| Totale                                                                         | Totale                     | Totale                                           | 123 648 | 100   |  |  |  |  |  |
|                                                                                |                            |                                                  |         |       |  |  |  |  |  |
| Voti non validi                                                                | Voti non validi            | Voti non validi                                  | 761     | 0,61  |  |  |  |  |  |
| Votanti                                                                        | Votanti                    | Votanti                                          | 124 409 | 72,35 |  |  |  |  |  |
| Elettori                                                                       | Elettori                   | Elettori                                         | 171 960 |       |  |  |  |  |  |
|                                                                                |                            |                                                  |         |       |  |  |  |  |  |
| Nota: quorum del 65% non raggiunto; ripartizione dei seggi a livello regionale |                            |                                                  |         |       |  |  |  |  |  |
| Data: 28 aprile 1963                                                           |                            |                                                  |         |       |  |  |  |  |  |
| Fonte: Ministero dell'interno                                                  |                            |                                                  |         |       |  |  |  |  |  |

#### V legislatura
|                                                                                | Annibale Fada ✔️ Eletto   | Democrazia Cristiana                             | 78 491  | 44,58 |  |  |  |  |  |
|                                                                                | Dolores Abbiati ✔️ Eletto | PCI - PSIUP                                      | 44 778  | 25,43 |  |  |  |  |  |
|                                                                                | L. Battistini             | PSI-PSDI Unificati                               | 25 150  | 14,28 |  |  |  |  |  |
|                                                                                | Fausto Samuele Quilleri   | Partito Liberale Italiano                        | 15 675  | 8,90  |  |  |  |  |  |
|                                                                                | S. Milesi                 | Movimento Sociale Italiano                       | 8 172   | 4,64  |  |  |  |  |  |
|                                                                                | Giacomo Mutti             | Partito Repubblicano Italiano                    | 2 017   | 1,15  |  |  |  |  |  |
|                                                                                | A. Nardullo               | Partito Democratico Italiano di Unità Monarchica | 1 797   | 1,02  |  |  |  |  |  |
| Totale                                                                         | Totale                    | Totale                                           | 176 080 | 100   |  |  |  |  |  |
|                                                                                |                           |                                                  |         |       |  |  |  |  |  |
| Voti non validi                                                                | Voti non validi           | Voti non validi                                  | 7 775   | 4,23  |  |  |  |  |  |
| Votanti                                                                        | Votanti                   | Votanti                                          | 183 855 | 97,27 |  |  |  |  |  |
| Elettori                                                                       | Elettori                  | Elettori                                         | 189 022 |       |  |  |  |  |  |
|                                                                                |                           |                                                  |         |       |  |  |  |  |  |
| Nota: quorum del 65% non raggiunto; ripartizione dei seggi a livello regionale |                           |                                                  |         |       |  |  |  |  |  |
| Data: 19 maggio 1968                                                           |                           |                                                  |         |       |  |  |  |  |  |
| Fonte: Ministero dell'interno                                                  |                           |                                                  |         |       |  |  |  |  |  |

#### VI legislatura
|                                                                                | Mino Martinazzoli ✔️ Eletto | Democrazia Cristiana                    | 84 749  | 44,87 |  |  |  |  |  |
|                                                                                | Dolores Abbiati             | PCI - PSIUP                             | 44 195  | 23,40 |  |  |  |  |  |
|                                                                                | A. De Tavonatti             | Partito Socialista Italiano             | 19 549  | 10,35 |  |  |  |  |  |
|                                                                                | F. Boscarino                | Movimento Sociale Italiano              | 13 380  | 7,08  |  |  |  |  |  |
|                                                                                | Fausto Samuele Quilleri     | Partito Liberale Italiano               | 11 401  | 6,04  |  |  |  |  |  |
|                                                                                | L. Bonomelli                | Partito Socialista Democratico Italiano | 10 657  | 5,64  |  |  |  |  |  |
|                                                                                | Pier Luigi Valerio          | Partito Repubblicano Italiano           | 4 953   | 2,62  |  |  |  |  |  |
| Totale                                                                         | Totale                      | Totale                                  | 188 884 | 100   |  |  |  |  |  |
|                                                                                |                             |                                         |         |       |  |  |  |  |  |
| Voti non validi                                                                | Voti non validi             | Voti non validi                         | 6 236   | 3,20  |  |  |  |  |  |
| Votanti                                                                        | Votanti                     | Votanti                                 | 195 120 | 97,58 |  |  |  |  |  |
| Elettori                                                                       | Elettori                    | Elettori                                | 199 964 |       |  |  |  |  |  |
|                                                                                |                             |                                         |         |       |  |  |  |  |  |
| Nota: quorum del 65% non raggiunto; ripartizione dei seggi a livello regionale |                             |                                         |         |       |  |  |  |  |  |
| Data: 7 maggio 1972                                                            |                             |                                         |         |       |  |  |  |  |  |
| Fonte: Ministero dell'interno                                                  |                             |                                         |         |       |  |  |  |  |  |

#### VII legislatura
|                                                                                | Mino Martinazzoli ✔️ Eletto | Democrazia Cristiana                    | 90 708  | 45,63 |  |  |  |  |  |
|                                                                                | Francesco Loda              | Partito Comunista Italiano              | 55 877  | 28,11 |  |  |  |  |  |
|                                                                                | Domenico Lorenzo Sabbio     | Partito Socialista Italiano             | 20 395  | 10,26 |  |  |  |  |  |
|                                                                                | Fabrizio Padula             | Movimento Sociale Italiano              | 9 692   | 4,88  |  |  |  |  |  |
|                                                                                | Giacomo Mutti               | Partito Repubblicano Italiano           | 6 628   | 3,33  |  |  |  |  |  |
|                                                                                | Bruno Corti                 | Partito Socialista Democratico Italiano | 6 204   | 3,12  |  |  |  |  |  |
|                                                                                | Fausto Samuele Quilleri     | Partito Liberale Italiano               | 5 430   | 2,73  |  |  |  |  |  |
|                                                                                | Lidia Menapace              | Democrazia Proletaria                   | 2 089   | 1,05  |  |  |  |  |  |
|                                                                                | Davide Melodia              | Partito Radicale                        | 1 754   | 0,88  |  |  |  |  |  |
| Totale                                                                         | Totale                      | Totale                                  | 198 777 | 100   |  |  |  |  |  |
|                                                                                |                             |                                         |         |       |  |  |  |  |  |
| Voti non validi                                                                | Voti non validi             | Voti non validi                         | 5 337   | 2,61  |  |  |  |  |  |
| Votanti                                                                        | Votanti                     | Votanti                                 | 204 114 | 97,29 |  |  |  |  |  |
| Elettori                                                                       | Elettori                    | Elettori                                | 209 807 |       |  |  |  |  |  |
|                                                                                |                             |                                         |         |       |  |  |  |  |  |
| Nota: quorum del 65% non raggiunto; ripartizione dei seggi a livello regionale |                             |                                         |         |       |  |  |  |  |  |
| Data: 20 giugno 1976                                                           |                             |                                         |         |       |  |  |  |  |  |
| Fonte: Ministero dell'interno                                                  |                             |                                         |         |       |  |  |  |  |  |

#### VIII legislatura
|                                                                                | Mino Martinazzoli ✔️ Eletto | Democrazia Cristiana                         | 90 137  | 44,89 |  |  |  |  |  |
|                                                                                | Gino Torri ✔️ Eletto        | Partito Comunista Italiano                   | 56 819  | 28,29 |  |  |  |  |  |
|                                                                                | U. Mutti                    | Partito Socialista Italiano                  | 18 500  | 9,21  |  |  |  |  |  |
|                                                                                | G. De Giosa                 | Movimento Sociale Italiano                   | 7 919   | 3,94  |  |  |  |  |  |
|                                                                                | Michele Salvo               | Partito Socialista Democratico Italiano      | 7 785   | 3,88  |  |  |  |  |  |
|                                                                                | Amedeo Giovanni Lombardi    | Partito Repubblicano Italiano                | 6 169   | 3,07  |  |  |  |  |  |
|                                                                                | Angelo Rampinelli Rota      | Partito Liberale Italiano                    | 6 144   | 3,06  |  |  |  |  |  |
|                                                                                | Pier Domenico Apicella      | Partito Radicale                             | 5 243   | 2,61  |  |  |  |  |  |
|                                                                                | A. Gasparini                | Nuova Sinistra Unita                         | 1 087   | 0,54  |  |  |  |  |  |
|                                                                                | Fabrizio Padula             | Costituente di Destra - Democrazia Nazionale | 1 011   | 0,50  |  |  |  |  |  |
| Totale                                                                         | Totale                      | Totale                                       | 200 814 | 100   |  |  |  |  |  |
|                                                                                |                             |                                              |         |       |  |  |  |  |  |
| Voti non validi                                                                | Voti non validi             | Voti non validi                              | 7 475   | 3,59  |  |  |  |  |  |
| Votanti                                                                        | Votanti                     | Votanti                                      | 208 289 | 96,10 |  |  |  |  |  |
| Elettori                                                                       | Elettori                    | Elettori                                     | 216 753 |       |  |  |  |  |  |
|                                                                                |                             |                                              |         |       |  |  |  |  |  |
| Nota: quorum del 65% non raggiunto; ripartizione dei seggi a livello regionale |                             |                                              |         |       |  |  |  |  |  |
| Data: 3 giugno 1979                                                            |                             |                                              |         |       |  |  |  |  |  |
| Fonte: Ministero dell'interno                                                  |                             |                                              |         |       |  |  |  |  |  |

#### IX legislatura
|                                                                                | Pietro Padula ✔️ Eletto  | Democrazia Cristiana                    | 72 925  | 37,52 |  |  |  |  |  |
|                                                                                | Gino Torri ✔️ Eletto     | Partito Comunista Italiano              | 55 479  | 28,54 |  |  |  |  |  |
|                                                                                | Domenico Sabbio          | Partito Socialista Italiano             | 19 059  | 9,81  |  |  |  |  |  |
|                                                                                | Amedeo Giovanni Lombardi | Partito Repubblicano Italiano           | 13 934  | 7,17  |  |  |  |  |  |
|                                                                                | Luigi Pelamatti          | Movimento Sociale Italiano              | 10 551  | 5,43  |  |  |  |  |  |
|                                                                                | Angelo Rampinelli Rota   | Partito Liberale Italiano               | 8 429   | 4,34  |  |  |  |  |  |
|                                                                                | Michele Salvo            | Partito Socialista Democratico Italiano | 6 556   | 3,37  |  |  |  |  |  |
|                                                                                | Massimo Teodori          | Partito Radicale                        | 3 814   | 1,96  |  |  |  |  |  |
|                                                                                | Pier Domenico Apicella   | Democrazia Proletaria                   | 2 739   | 1,41  |  |  |  |  |  |
|                                                                                | Bruno Scarabelli         | Partito Cristiano Azione Sociale        | 553     | 0,28  |  |  |  |  |  |
|                                                                                | Massimo Smiciklas        | Lista per Trieste                       | 327     | 0,17  |  |  |  |  |  |
| Totale                                                                         | Totale                   | Totale                                  | 194 366 | 100   |  |  |  |  |  |
|                                                                                |                          |                                         |         |       |  |  |  |  |  |
| Voti non validi                                                                | Voti non validi          | Voti non validi                         | 11 133  | 5,42  |  |  |  |  |  |
| Votanti                                                                        | Votanti                  | Votanti                                 | 205 499 | 92,97 |  |  |  |  |  |
| Elettori                                                                       | Elettori                 | Elettori                                | 221 046 |       |  |  |  |  |  |
|                                                                                |                          |                                         |         |       |  |  |  |  |  |
| Nota: quorum del 65% non raggiunto; ripartizione dei seggi a livello regionale |                          |                                         |         |       |  |  |  |  |  |
| Data: 26 giugno 1983                                                           |                          |                                         |         |       |  |  |  |  |  |
| Fonte: Ministero dell'interno                                                  |                          |                                         |         |       |  |  |  |  |  |

#### X legislatura
|                                                                                | Guido Carli ✔️ Eletto   | Democrazia Cristiana                    | 79 877  | 38,89 |  |  |  |  |  |
|                                                                                | Aldo Rebecchi           | Partito Comunista Italiano              | 51 263  | 24,96 |  |  |  |  |  |
|                                                                                | C. Lazzarini            | Partito Socialista Italiano             | 29 351  | 14,29 |  |  |  |  |  |
|                                                                                | Dionisio Baiguini       | Movimento Sociale Italiano              | 9 966   | 4,85  |  |  |  |  |  |
|                                                                                | C. Schiffo              | Partito Repubblicano Italiano           | 7 526   | 3,66  |  |  |  |  |  |
|                                                                                | Franco Samuele Quilleri | Partito Liberale Italiano               | 6 129   | 2,98  |  |  |  |  |  |
|                                                                                | A. Faccio               | Partito Radicale                        | 5 269   | 2,57  |  |  |  |  |  |
|                                                                                | N. Crocella             | Lista Verde                             | 4 590   | 2,23  |  |  |  |  |  |
|                                                                                | L. Visieri              | Partito Socialista Democratico Italiano | 3 838   | 1,87  |  |  |  |  |  |
|                                                                                | P. G. Bolpagni          | Democrazia Proletaria                   | 3 611   | 1,76  |  |  |  |  |  |
|                                                                                | G. Leoni                | Lega Lombarda                           | 2 459   | 1,20  |  |  |  |  |  |
|                                                                                | A. Ziletti              | Liga Veneta-Pensionati Uniti            | 1 151   | 0,56  |  |  |  |  |  |
|                                                                                | M. R. Pozzi             | Alleanza Popolare Pensionati            | 343     | 0,17  |  |  |  |  |  |
| Totale                                                                         | Totale                  | Totale                                  | 205 373 | 100   |  |  |  |  |  |
|                                                                                |                         |                                         |         |       |  |  |  |  |  |
| Voti non validi                                                                | Voti non validi         | Voti non validi                         | 9 019   | 4,21  |  |  |  |  |  |
| Votanti                                                                        | Votanti                 | Votanti                                 | 214 392 | 94,22 |  |  |  |  |  |
| Elettori                                                                       | Elettori                | Elettori                                | 227 554 |       |  |  |  |  |  |
|                                                                                |                         |                                         |         |       |  |  |  |  |  |
| Nota: quorum del 65% non raggiunto; ripartizione dei seggi a livello regionale |                         |                                         |         |       |  |  |  |  |  |
| Data: 14 giugno 1987                                                           |                         |                                         |         |       |  |  |  |  |  |
| Fonte: Ministero dell'interno                                                  |                         |                                         |         |       |  |  |  |  |  |

#### XI legislatura
|                                                                                | Mino Martinazzoli ✔️ Eletto   | Democrazia Cristiana                    | 66 206  | 30,83 |  |  |  |  |  |
|                                                                                | Francesco Tabladini ✔️ Eletto | Lega Lombarda                           | 47 560  | 22,15 |  |  |  |  |  |
|                                                                                | Rosa Angela Comini            | Partito Democratico della Sinistra      | 27 215  | 12,67 |  |  |  |  |  |
|                                                                                | Alberto Ugazio                | Partito Socialista Italiano             | 19 861  | 9,25  |  |  |  |  |  |
|                                                                                | Graziano Rizzini              | Partito della Rifondazione Comunista    | 10 168  | 4,73  |  |  |  |  |  |
|                                                                                | Pier Luigi Valerio            | Partito Repubblicano Italiano           | 8 409   | 3,92  |  |  |  |  |  |
|                                                                                | Adriano Bosio                 | Movimento Sociale Italiano              | 7 663   | 3,57  |  |  |  |  |  |
|                                                                                | Fausto Samuele Quilleri       | Partito Liberale Italiano               | 6 179   | 2,88  |  |  |  |  |  |
|                                                                                | Elidio De Paoli               | Lega Alpina Lumbarda                    | 4 269   | 1,99  |  |  |  |  |  |
|                                                                                | Gigi Brustia                  | Federazione dei Verdi                   | 4 085   | 1,90  |  |  |  |  |  |
|                                                                                | Gianpietro Federici           | Lega Lombardia Europea                  | 2 085   | 0,97  |  |  |  |  |  |
|                                                                                | Adele Faccio                  | Lista Marco Pannella                    | 2 009   | 0,94  |  |  |  |  |  |
|                                                                                | Giuseppe Italia               | Partito Pensionati                      | 1 888   | 0,88  |  |  |  |  |  |
|                                                                                | Alessandro Bentivoglio        | Caccia Pesca Ambiente                   | 1 625   | 0,76  |  |  |  |  |  |
|                                                                                | Piergiorgio Sirtori           | La Lega Casalinghe-Pensionati           | 1 571   | 0,73  |  |  |  |  |  |
|                                                                                | Annibale Chiappalupi          | Partito Socialista Democratico Italiano | 1 431   | 0,67  |  |  |  |  |  |
|                                                                                | Enrico Job                    | Sì Referendum                           | 1 233   | 0,57  |  |  |  |  |  |
|                                                                                | Luigia Mainini                | Alleanza Lombarda Autonomia             | 856     | 0,40  |  |  |  |  |  |
|                                                                                | Edoardo Ghidoni               | Federalismo - Pensionati Uomini Vivi    | 228     | 0,11  |  |  |  |  |  |
|                                                                                | Giuseppe Pala                 | Movimento Fascismo e Libertà            | 208     | 0,10  |  |  |  |  |  |
| Totale                                                                         | Totale                        | Totale                                  | 214 749 | 100   |  |  |  |  |  |
|                                                                                |                               |                                         |         |       |  |  |  |  |  |
| Voti non validi                                                                | Voti non validi               | Voti non validi                         | 8 002   | 3,59  |  |  |  |  |  |
| Votanti                                                                        | Votanti                       | Votanti                                 | 222 751 | 93,59 |  |  |  |  |  |
| Elettori                                                                       | Elettori                      | Elettori                                | 237 996 |       |  |  |  |  |  |
|                                                                                |                               |                                         |         |       |  |  |  |  |  |
| Nota: quorum del 65% non raggiunto; ripartizione dei seggi a livello regionale |                               |                                         |         |       |  |  |  |  |  |
| Data: 5 aprile 1992                                                            |                               |                                         |         |       |  |  |  |  |  |
| Fonte: Ministero dell'interno                                                  |                               |                                         |         |       |  |  |  |  |  |

## 1993-2005

### Territorio
Il collegio di Brescia era uno dei 31 collegi uninominali in cui era suddivisa la Lombardia; come previsto dal D.Lgs. del 20 dicembre 1993 n. 535, e comprendeva i seguenti comuni: Borgosatollo, Bovezzo, Brescia, Castel Mella, Castenedolo, Cellatica, Collebeato, Flero, Nave, Roncadelle e San Zeno Naviglio.

### Eletti
| Elezione | Elezione | Senatore            | Partito                 |
| -------- | -------- | ------------------- | ----------------------- |
|          | 1994     | Francesco Tabladini | Polo delle Libertà (LN) |
|          | 1996     | Alessandro Pardini  | L'Ulivo                 |
|          | 2001     | Paolo Guzzanti      | Casa delle Libertà (FI) |

### Dati elettorali

#### XII legislatura
|                               | Francesco Tabladini ✔️ Eletto | Polo delle Libertà           | 64 391  | 37,11 |  |  |  |  |  |
|                               | Rosa Angela Comini            | Progressisti                 | 40 216  | 23,17 |  |  |  |  |  |
|                               | Mario Cattaneo                | Patto per l'Italia           | 33 669  | 19,40 |  |  |  |  |  |
|                               | Dionisio Baiguini             | Alleanza Nazionale           | 12 112  | 6,98  |  |  |  |  |  |
|                               | Enrico Conti                  | Lega Alpina Lumbarda         | 7 012   | 4,04  |  |  |  |  |  |
|                               | Domenico Checchi              | Lista Pannella-Riformatori   | 5 480   | 3,16  |  |  |  |  |  |
|                               | Giovanni Panella              | Democratici Popolari         | 3 923   | 2,26  |  |  |  |  |  |
|                               | Laura Nodari                  | Partito Pensionati           | 3 841   | 2,21  |  |  |  |  |  |
|                               | Giorgio Turin                 | Lega di Angela Bossi         | 2 108   | 1,21  |  |  |  |  |  |
|                               | Paolo Menoni                  | Partito della Legge Naturale | 783     | 0,45  |  |  |  |  |  |
| Totale                        | Totale                        | Totale                       | 173 535 | 100   |  |  |  |  |  |
|                               |                               |                              |         |       |  |  |  |  |  |
| Voti non validi               | Voti non validi               | Voti non validi              | 6 170   | 3,43  |  |  |  |  |  |
| Votanti                       | Votanti                       | Votanti                      | 179 705 | 99,84 |  |  |  |  |  |
| Elettori                      | Elettori                      | Elettori                     | 180 000 |       |  |  |  |  |  |
|                               |                               |                              |         |       |  |  |  |  |  |
| Data: 27-28 marzo 1994        |                               |                              |         |       |  |  |  |  |  |
| Fonte: Ministero dell'interno |                               |                              |         |       |  |  |  |  |  |

#### XIII legislatura
|                               | Alessandro Pardini ✔️ Eletto | L'Ulivo                                  | 66 637  | 38,92 |  |  |  |  |  |
|                               | Riccardo Conti               | Polo per le Libertà                      | 52 397  | 30,60 |  |  |  |  |  |
|                               | Gianfranco Giudici           | Lega Nord                                | 42 209  | 24,65 |  |  |  |  |  |
|                               | Angelo Lo Bartolo            | Lista Pannella-Sgarbi                    | 3 116   | 1,82  |  |  |  |  |  |
|                               | Vincenzo Rizzo               | Lega per l'Autonomia - Alleanza Lombarda | 2 771   | 1,62  |  |  |  |  |  |
|                               | Adriano Bosio                | Movimento Sociale Fiamma Tricolore       | 2 148   | 1,25  |  |  |  |  |  |
|                               | Alessandro Manzoni           | Federazione Liste Civiche                | 1 071   | 0,63  |  |  |  |  |  |
|                               | Sante Todeschi               | Partito Socialista                       | 869     | 0,51  |  |  |  |  |  |
| Totale                        | Totale                       | Totale                                   | 171 218 | 100   |  |  |  |  |  |
|                               |                              |                                          |         |       |  |  |  |  |  |
| Voti non validi               | Voti non validi              | Voti non validi                          | 6 546   | 3,68  |  |  |  |  |  |
| Votanti                       | Votanti                      | Votanti                                  | 177 764 | 91,32 |  |  |  |  |  |
| Elettori                      | Elettori                     | Elettori                                 | 194 659 |       |  |  |  |  |  |
|                               |                              |                                          |         |       |  |  |  |  |  |
| Data: 21 aprile 1996          |                              |                                          |         |       |  |  |  |  |  |
| Fonte: Ministero dell'interno |                              |                                          |         |       |  |  |  |  |  |

#### XIV legislatura
|                               | Paolo Guzzanti ✔️ Eletto    | Casa delle Libertà                       | 72 788  | 42,77 |  |  |  |  |  |
|                               | Pierluigi Petrini ✔️ Eletto | L'Ulivo                                  | 62 988  | 37,01 |  |  |  |  |  |
|                               | Dino Bozzi                  | Partito della Rifondazione Comunista     | 8 296   | 4,87  |  |  |  |  |  |
|                               | Arrigo Varano               | Lega per l'Autonomia - Alleanza Lombarda | 7 850   | 4,61  |  |  |  |  |  |
|                               | Salvatore Palmirani         | Lista Di Pietro                          | 5 155   | 3,03  |  |  |  |  |  |
|                               | Corrada Giarrizzo           | Lista Pannella-Bonino                    | 3 969   | 2,33  |  |  |  |  |  |
|                               | Nico Ranzenigo              | Partito Pensionati                       | 2 444   | 1,44  |  |  |  |  |  |
|                               | Pier Franco Spano           | Democrazia Europea                       | 2 154   | 1,27  |  |  |  |  |  |
|                               | Adriano Bosio               | Fiamma Tricolore                         | 1 992   | 1,17  |  |  |  |  |  |
|                               | Giuseppe Quarto             | Va' Pensiero Padania                     | 1 559   | 0,92  |  |  |  |  |  |
|                               | Maria Serena Favento        | Forza Nuova                              | 366     | 0,22  |  |  |  |  |  |
|                               | Fiorino Valentino Donina    | Partito Liberal-Popolare                 | 364     | 0,21  |  |  |  |  |  |
|                               | Giancarlo Petriccione       | Liberaldemocratici Basta                 | 287     | 0,17  |  |  |  |  |  |
| Totale                        | Totale                      | Totale                                   | 170 179 | 100   |  |  |  |  |  |
|                               |                             |                                          |         |       |  |  |  |  |  |
| Voti non validi               | Voti non validi             | Voti non validi                          | 6 361   | 3,60  |  |  |  |  |  |
| Votanti                       | Votanti                     | Votanti                                  | 176 540 | 88,52 |  |  |  |  |  |
| Elettori                      | Elettori                    | Elettori                                 | 199 433 |       |  |  |  |  |  |
|                               |                             |                                          |         |       |  |  |  |  |  |
| Data: 13 maggio 2001          |                             |                                          |         |       |  |  |  |  |  |
| Fonte: Ministero dell'interno |                             |                                          |         |       |  |  |  |  |  |